# Wąsoraczki

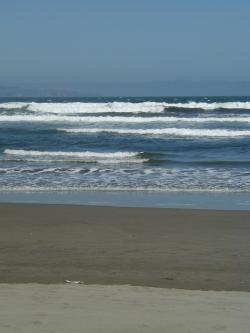
Playa Ritoque, Region V, Chile, gdzie znaleziono Mystacocarida

Wąsoraczki, smukłoraczki (Mystacocarida) – gromada lub podgromada skorupiaków psammonowych.

## Opis
Skorupiaki o smukłym, cylindrycznym, pozbawionym karapaksu ciele o długości zwykle poniżej 0,5 mm, a maksymalnie do 1 mm. Pięciosegmentowa głowa ma wcięcie na przedniej krawędzi i przewężenie między parami czułków. Szczęki i duże, skierowane w przód czułki pierwszej pary są jednogałęziste, czułki drugiej pary i żuwaczki dwugałęziste. Tułów pięciosegmentowy, z jedną parą szczękonóży i czterema parami krótkich, nieczłonowanych pereiopodiów. Czwarty segment tułowia u obu płci z gonoporami. Odwłok sześciosegmentowy, beznogi, zakończony furką.

## Występowanie i biologia
Zasiedlają słoną wodę interstycjalną uwięzioną między ziarenkami piasku. Odżywiają się materią organiczną zeskrobaną z ziarenek. Przemieszczają się, używając drugiej pary czułków i żuwaczek. Zasiedlają litoral i sublitoral atlantyckich wybrzeży obu Ameryk, wybrzeży Morza Śródziemnego oraz pacyficznych wybrzeży Chile. W tym ostatnim znaleziono je na Playa Ritoque w Regionie V. Wąsoraczki odkryto w połowie XX wieku na plaży w Woods Hole i początkowo wzięto za przedstawicieli widłonogów.

## Systematyka
Dotychczas opisano 13 gatunków, zaliczanych do monotypowego rzędu Mystacocaridida i rodziny Derocheilocarididae oraz do dwóch rodzajów:
- Ctenocheilocaris Renaud-Mornant, 1976
- Derocheilocaris Pennak et Zinn, 1943

Część autorów klasyfikuje wąsoraczki jako podgromadę Maxillopoda. Kilku wskazywało na ich bliskie pokrewieństwo z widłonogami. Inni uznają Maxillopoda za niemonofiletyczne i wynoszą wąsoraczki do rangi osobnej gromady. Wyniki analizy Oakleya i innych z 2013 roku wskazują na polifiletyzm Maxillopoda. Zgodnie z tymi wynikami wąsoraczki wraz z małżoraczkami, splewkami i wrzęchami tworzą klad Oligostraca. W obrębie niego wąsoraczki wraz ze splewkami i wrzęchami mogą tworzyć grupę Ichthyostraca, jednak ta uzyskała już znacznie słabsze wsparcie we wspomnianej analizie.